# Changuito
Pour les articles homonymes, voir Quintana.
Changuito (nom de scène de José Luís Quintana Fuentes), né le 18 janvier 1948 à La Havane et mort dans la même ville le 6 juin 2025, est un percussionniste cubain. 

## Biographie
Changuito fait grandement évoluer la technique du jeu des timbales. 
En 1970, il rejoint le groupe cubain Los Van Van avec lequel il développe le songo, rythme qui constitue une approche modernisée du « son cubain », principalement au travers d'un jeu entre les timbales (souvent associées à une grosse caisse, parfois une caisse claire et un tom basse) et les congas. 
Le songo, est plus qu'un simple pattern rythmique, il comprend de nombreuses variations dans le jeu des congas et des timbales et influence la dynamique de toute la section rythmique. 
Changuito acquiert une réputation pour sa virtuosité et sa créativité pour lesquelles il est considéré comme faisant partie des meilleurs percussionnistes dans le monde.

## Discographie partielle
- [1962] Cal Tjader - Cal Tjader Plays The Contemporary Music Of Mexico And Brasil
- [1994] Flora Purim - Speed of Light
- [1995] Orestes Vilató, Changuito, Patato - Ritmo Y Candela: Rhythm at the Crossroads
- [1997] Juan Formell et Los Van Van - De Cuba
- [1999] Fourth World (Airto Moreira et Flora Purim) - Last Journey
- [2000] Changuito / Cándido Fabré / Tiburon - El Muso Y Su Sonora
- [2000] Orlando « Maraca » Valle - Descarga Total
- [2000] Airto Moreira - Homeless
- [2000] Brice Wassy - Shrine Dance
- [2001] Clave Y Guaguanco, Celeste Mendoza & Changuito - Noche De La Rumba
- [2001] Changuito - Syncopation
- [2002] Kysha25 (d'Italie) LP Culebras - dans la chanson Ambatula
- [2002] Orlando « Maraca » Valle - Tremenda Rumba!
- [2002] Giraldo Piloto - Klimax
- [2004] Diego el Cigala & Bebo Valdés - Lagrimas Negras
- [2005] Kysha25 (d'Italie) - LP Farandula
- [2007] Changuito - Telegrafias Sin Hilo